# Redukcja wymiaru
Redukcja wymiaru, redukcja wymiarowości (ang. dimensionality reduction, dimension reduction) w statystyce oraz uczeniu maszynowym to proces zmniejszania liczby zmiennych branych pod uwagę podczas analizy.
Redukcja wymiaru może polegać między innymi na:
- Selekcji cech (ang. feature selection) - ograniczeniu zbioru zmiennych wedle jednej lub kilku reguł. 
  - odrzucanie cech nadmiernie skorelowanych ze sobą
  - odrzucanie cech nieistotnych statystycznie
  - odrzucanie cech, które nie poprawiają wyników modelu
  - odrzucanie cech według wiedzy eksperckiej
- Ekstrakcji cech (ang. feature extraction) - tworzeniu cech pochodnych z początkowego zestawu danych celem uzyskania mniej obszernego zbioru zmiennych, który jak najlepiej odzwierciedlać będzie zależności w danych